# Фортификационное сооружение

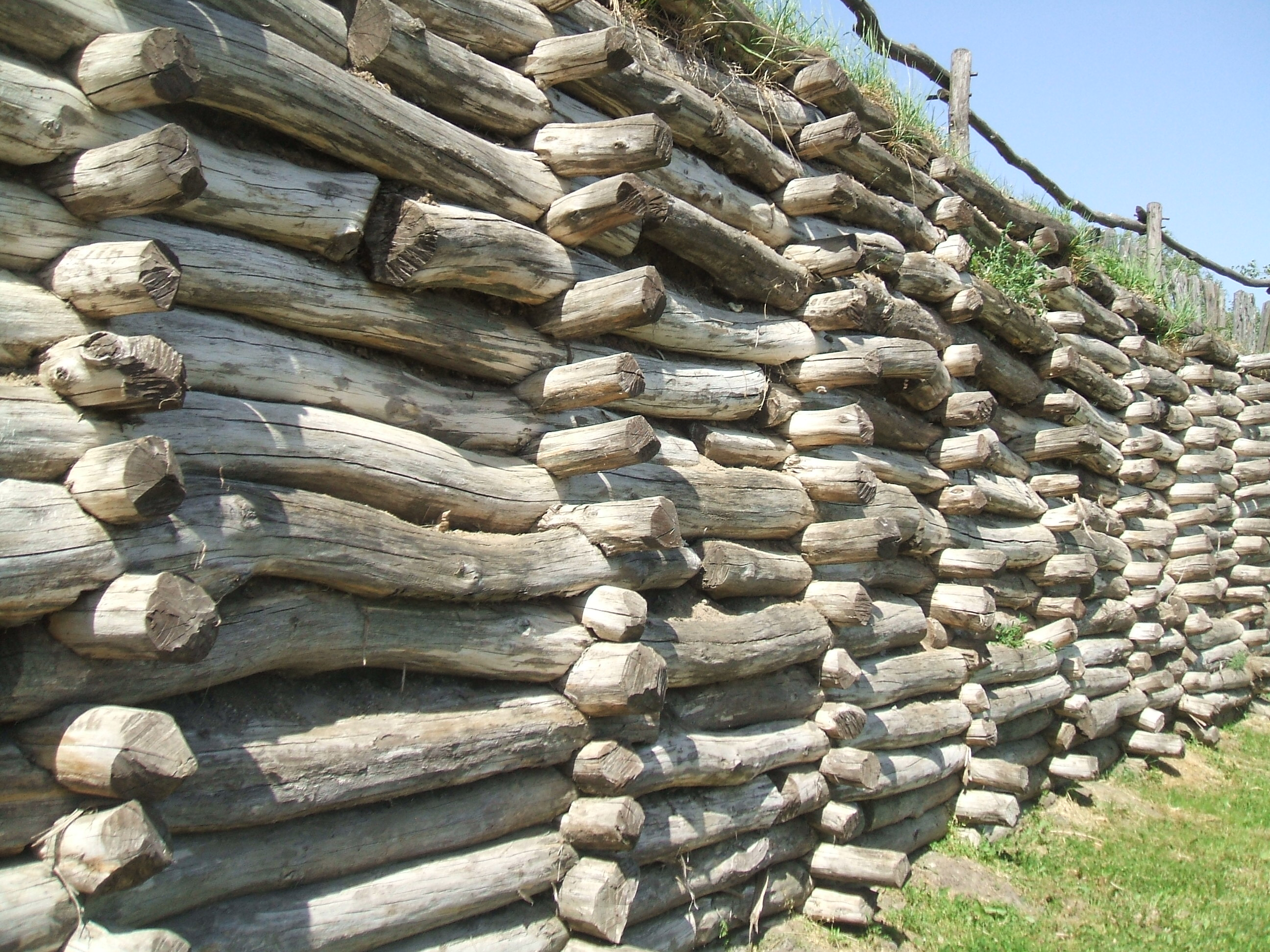
Городня, стена городища Бискупин.

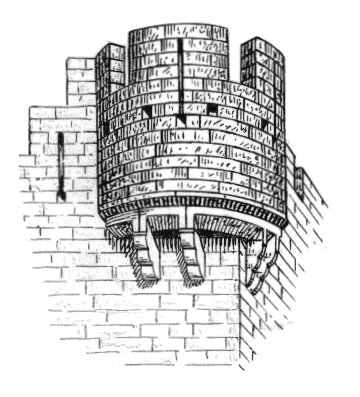
Бартизан.

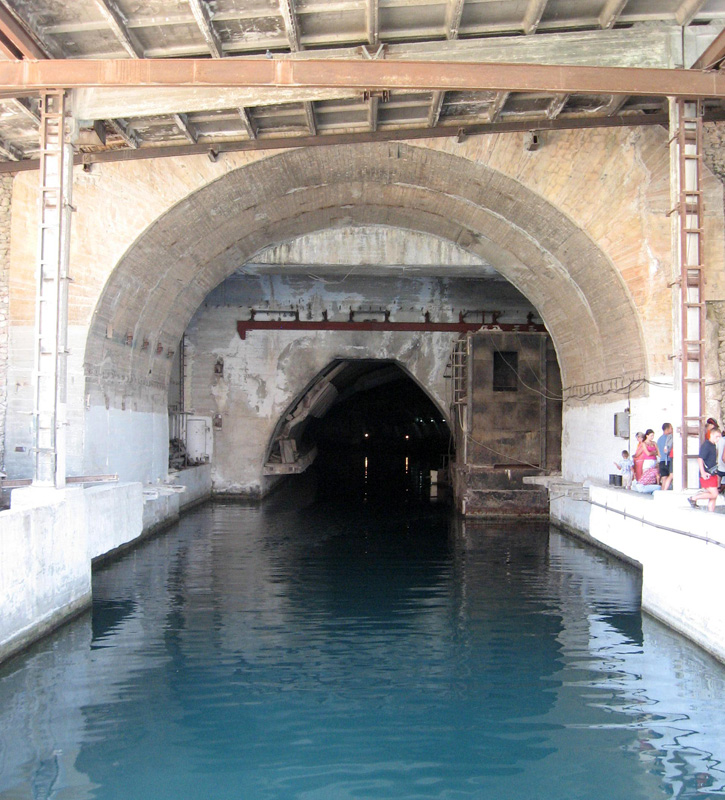
Вход на советскую базу подводных лодок, Балаклава.

Фортификацио́нное сооруже́ние, Фортификацио́нное строе́ние, Фортификационная постройка — постройка (сооружение, строение), предназначенная для укрытого размещения и наиболее эффективного применения вооружения, военной техники, пунктов управления, а также для защиты войск (сил), населения и объектов тыла государства от воздействия средств поражения противника.
Также используется слово и словосочетание — укрепление, оборонительное сооружение, военное укрепление и так далее. Разработкой конструкций, технологий и способов возведения и использования полевых и долговременных фортификационных сооружений в военном деле занимается фортификация.

## Виды и типы
Фортификационные сооружения некоторыми[уточнить] делятся на следующие виды и типы:
- долговременное оборонительное сооружение;
- полевое (временное) оборонительное сооружение;
- и так далее.

Комплексы укреплений называются (в зависимости от пространственной планировки):
- Укреплённой линией;
- Укреплённым районом (укрепрайоном, УР).

### Примеры
- Бартизана (от фр. — упрямство, отряд) в средневековой фортификации — сторожевая башня, располагавшейся между двумя башнями на бруствере или парапете куртины — оборонительной стены. В бастионных крепостях бартизана — сторожевая башенка на углу бастиона и других укреплений (другое название — кавальер).
- Турель — выступающая вверх от стены или крыши пристройка для ведения оборонительного обстрела.
- Гиппы — деревянные оборонительные ограды древних; состояли из бревенчатого палисада, иногда несколько наклоненного внутрь, позади которого устраивались подмостки на высоте около трёх футов от верхнего края так, чтобы можно было защищать наружную подошву стены[5].
- Тараса — клеть из стволов деревьев, набитая камнями. Имитация крепостной стены.
- Дун — две плетёных изгороди, заполненных между собой плотно набитой землёй. Возводились дуны на островах Шотландских и Ирландских болот. Позже — любая каменная стена.
- и другие.